# Kyaswa
Kyaswa (birm. ကျစွာ /tɕa̰zwà/; 1198–1251) – król królestwa Paganu w Birmie (Mjanma) w latach 1235–1251.
Kyaswa wstąpił na tron po swoim ojcu Htilominlo, którego przewyższył w pobożności. Panowanie Kyaswy, podobnie jak jego ojca, było w dużej mierze pokojowe, jednak pustki w królewskim skarbcu wynikające z braku opodatkowania dużych obszarów ziemskich należących do duchowieństwa, były jeszcze bardziej dotkliwe. Królewski skarbiec cierpiał na takie braki, że Kyaswa miał kłopot z ukończeniem budowy świątyni. Stworzone przez Anawrahtę ponad dwa wieki wcześniej imperium cieszyło się ciągle pokojem, ale trzymało się już ostatkiem sił, nieprzygotowane na wewnętrzne zaburzenia i działania zewnętrznych sił, jakie miały się wkrótce pojawić.

## Wczesne lata życia
Kyaswa był synem króla Htilominlo i królowej Eindawthe. Inskrypcja ufundowana przez jego ciotkę (młodszą siostrę matki) głosi, iż Kyaswa urodził się w poniedziałek, 4 maja 1198 roku o godzinie 4. rano. Data ta jest o dwa tygodnie późniejsza od daty 20 kwietnia 1198 roku, podawanej przez kronikę Zatadawbon Yazawin.
Poniższa tabela przedstawia daty związane z życiem Kyaswy podawane przez cztery najważniejsze kroniki.
| Kronika                                      | Urodzenie-Śmierć        | Długość życia | Panowanie | Długość panowania |
| -------------------------------------------- | ----------------------- | ------------- | --------- | ----------------- |
| Zatadawbon Yazawin (Rozdział z listą królów) | 1197–1249               | 52            | 1234–1249 | 15                |
| Zatadawbon Yazawin (Rozdział z horoskopami)  | 20 kwietnia 1198 – 1251 | 53            | 1234–1251 | 17                |
| Maha Yazawin                                 | 1200–1234               | 34            | 1219–1234 | 15                |
| Yazawin Thit i Hmannan Yazawin               | 1194–1250               | 56            | 1234–1250 | 16                |

## Panowanie
Panowanie Kyaswy, podobnie jak jego ojca, było w dużej mierze pokojowe, jednak pustki w królewskim skarbcu wynikające z braku opodatkowania dużych obszarów ziemskich należących do duchowieństwa, były jeszcze bardziej dotkliwe. Królewski skarbiec cierpiał na takie braki, że Kyaswa miał kłopot z ukończeniem budowy świątyni. Pobożny król, inaczej niż jego poprzednicy, próbował rozwiązać ten problem odbierając część ziem mnichom zamieszkującym lasy. Jednak postawa opinii publicznej nastawionej przeciwko jakiemukolwiek przejmowaniu ziemi klasztornej zmusiła go do jej zwrotu. Sfrustrowany król pozostawił administrowanie królestwem swojemu synowi i wyznaczonym przedstawicielom i spędzał czas na pisaniu tekstów religijnych oraz zapewnianiu swojego patronatu jedynie odłamom ortodoksyjnym (therawada). Mnisi zamieszkujący lasy nigdy nie potrzebowali jego opieki ani nie obawiali się jego władzy. Pod koniec jego panowania mnisi ci otwarcie oferowali mięso i napoje alkoholowe swoim wiernym.
Król poświęcał się studiom i promowaniu dharmy poprzez działania humanitarne. W odróżnieniu od innych królów Paganu nie sięgał on po pracę przymusową przy budowie swoich świątyń. Jego Świątynia Pyathada w Paganie jest o wiele mniejsza od wielu świątyń wybudowanych przez jego poprzedników. W roku 1249 wydał on szereg edyktów królewskich (datowanych na 22 kwietnia, 1 maja i 6 maja 1249), które miały być umieszczone, po wyryciu w kamieniu, w każdej wsi imperium liczącej więcej niż 50 domów:
Królowie przeszłości karali złodziei różnymi torturami, poczynając od nabijania na pal. Nie pragnę takiej zagłady. Uważam wszystkie podległe sobie stworzenia za swoje dzieci i słowa te wypowiadam ze współczuciem dla wszystkich...

## Śmierć
Według najważniejszych kronik król zmarł między rokiem 1249 a 1251. Ponieważ jednak wiadomo, że jego syn Uzana zmarł w maju 1256 roku po pięciu latach panowania, najbardziej prawdopodobne jest to, że Kyaswa umarł na początku roku 1251, tak jak podaje kronika Zatadawbon Yazawin' w rozdziale z horoskopami.